# Bartošovice (Nový Jičín-i járás)
Bartošovice település Csehországban, Nový Jičín-i járásban. Bartošovice Studénka, Pustějov, Hladké Životice, Sedlnice, Šenov u Nového Jičína, Kunín, Mošnov és Libhošť településekkel határos. Lakosainak száma 1727 fő (2024. január 1.).

## Népesség
A település lakosságának változását az alábbi diagram mutatja:
| Lakosok száma | 2374 | 2638 | 2534 | 1968 | 1605 | 1633 | 1693 | 1703 | 1682 | 1727 |
|               | 1869 | 1900 | 1921 | 1961 | 1980 | 2011 | 2016 | 2019 | 2021 | 2024 |